# ジョシュ・ワーリントン
ジョシュ・ワーリントン(Josh Warrington、1990年11月14日 - ）は、イングランドのプロボクサー。ヨークシャー州リーズ出身。元IBF世界フェザー級王者。

## 来歴

### フェザー級
2009年10月31日、ハダースフィールドのハダースフィールド・レジャー・センターでデルロイ・スペンサーと対戦し、4回判定勝ちを収めデビュー戦を白星で飾った。
2012年11月9日、ダッドリーのザ・ベニューでクリス・メイルとBBBofCイングランドフェザー級王座決定戦を行い、10回3-0（98-93、97-95、99-92）の判定勝ちを収め王座獲得に成功した。
2013年3月22日、リーズのタウンホールでジェイミー・スペイトと対戦し、10回3-0（100-91×2、100-90）の判定勝ちを収め、初防衛に成功した。
2013年9月27日、リーズのエランド・ロードでイアン・バイリーと対戦し、10回3-0（100-91、98-92、100-90）の判定勝ちを収め、2度目の防衛に成功した。
2013年11月2日、キングストン・アポン・ハルのハル・アイス・アリーナでサミール・ムネインとコモンウェルスイギリス連邦フェザー級王座決定戦を行い、12回TKO勝ちを収め王座を獲得した。
2014年4月19日、マンチェスターのフォンズ4uアリーナでレンドール・ムンローと対戦し、ムンローが7回終了時に棄権した為TKO勝ちを収め初防衛に成功した。
2014年5月21日、リーズのファースト・ダイレクト・アリーナでマーティン・リンゼイとBBBofC英国フェザー級王座決定戦を兼ねたコモンウェルス王座の防衛戦を行い、12回3-0（119-110×3）の判定勝ちを収めBBBofC王座を獲得、コモンウェルス王座は2度目の防衛に成功した。
2014年10月4日、リーズのファースト・ダイレクト・アリーナでダビデ・ディエリとEBUフェザー級王座決定戦を行い、4回TKO勝ちを収め王座を獲得した。
2015年2月21日、ベルリンのフリードリヒスハイン＝クロイツベルク区のメルセデス・ベンツ・アレーナでエドウィン・テレスと対戦し、5回TKO勝ちを収めた。
2015年4月11日、リーズのファースト・ダイレクト・アリーナでデニス・トゥビエロンとWBCインターナショナルフェザー級王座決定戦を行い、12回3-0（119-109×2、119-110）の判定勝ちを収め王座を獲得した。
2015年9月5日、リーズのファースト・ダイレクト・アリーナでジョエル・ブランカーと対戦し、12回3-0（120-108×3）の判定勝ちを収めWBCインターナショナル王座は初防衛、コモンウェルス王座は3度目の防衛に成功した。
2016年4月16日、リーズのファースト・ダイレクト・アリーナで天笠尚と対戦し、12回3-0（117-111、118-111、120-107）の判定勝ちを収め2度目の防衛に成功した。
2016年7月30日、リーズのファースト・ダイレクト・アリーナで前日計量で2ポンドの体重超過が有り失格となったパトリック・ハイランドと対戦し、9回TKO勝ちを収めた。
2017年5月13日、リーズのファースト・ダイレクト・アリーナで元IBF世界スーパーバンタム級王者のキコ・マルチネスと対戦し、12回2-0（116-112、116-112、114-114）の判定勝ちを収め3度目の防衛に成功した。
2017年10月21日、リーズのファースト・ダイレクト・アリーナでデニス・セイランとIBF世界フェザー級挑戦者決定戦を行い、10回TKO勝ちを収めリー・セルビーへの挑戦権を獲得した。
2018年5月19日、リーズのエランド・ロード・フットボール・グラウンドでIBF世界フェザー級王者のリー・セルビーと対戦し、12回2-1（115-113、113-115、116-112）の判定勝ちを収め王座獲得に成功した。
2018年12月22日、マンチェスターのマンチェスター・アリーナで、2階級制覇王者でWBO世界フェザー級暫定王者のカール・フランプトンと対戦し、12回3-0（116-113、116-112×2）の判定勝ちを収め初防衛に成功した。
2019年6月15日、リーズのファースト・ダイレクト・アリーナでIBF世界フェザー級1位のキッド・ガラハドと対戦し、12回2-1（116-113、113-115、116-112）の判定勝ちを収め、2度目の防衛に成功した。
2020年2月12日、フランク・ウォーレンのクィーンズ・ベリー・プロモーションズを離れ、エディー・ハーンのマッチルーム・スポーツと契約した。
2021年1月21日、WBA世界フェザー級レギュラー王者の徐燦と王座統一戦を行おうとしたところ、IBFが、WBAの世界王者はWBA世界フェザー級スーパー王者のレオ・サンタ・クルスだとして、王座統一戦として承認することを拒否して、指名挑戦者キッド・ガラハドとの指名試合を指令したため、ワーリントンはIBF王座を返上した。
2021年2月13日、ウェンブリーのSSEアリーナ・ウェンブリーでマウリシオ・ララと対戦し、プロ初黒星となる9回54秒TKO負けを喫した。
2021年9月4日、ヘディングリーのヘディングリー・スタジアムに舞台を移してマウリシオ・ララと再戦したが、2回終了負傷引き分けに終わった。
2022年3月26日、リーズのファースト・ダイレクト・アリーナでIBF世界フェザー級王者のキコ・マルチネスと再戦し、7回2分12秒TKO勝ちを収め王座に返り咲いた。
2022年12月10日、リーズのファースト・ダイレクト・アリーナでIBF世界フェザー級1位のルイス・アルベルト・ロペスと対戦し、12回0-2（114-114、113-115×2）の判定負けを喫し防衛に失敗、王座から陥落した。
2023年10月7日、シェフィールドのシェフィールド・アリーナでWBA世界フェザー級王者のリー・ウッドと対戦し、7回終了TKO負けを喫しIBFに続く王座を獲得出来なかった。

### スーパーフェザー級
2024年9月21日、ウェンブリーのウェンブリー・スタジアムでIBF・IBO世界スーパーフェザー級王者のアンソニー・カカーチェと対戦。IBFはワーリントンがノーランカーだったためIBOのみ懸けたが、12回0-3（110-118、111-117×2）の判定負けを喫し王座を獲得出来なかった。

## 獲得タイトル
- BBBofCイングランドフェザー級王座
- コモンウェルスイギリス連邦フェザー級王座
- BBBofC英国フェザー級王座
- EBUフェザー級王座
- WBCインターナショナルフェザー級王座
- IBF世界フェザー級王座（防衛3=返上）
- IBF世界フェザー級王座（2期目:防衛0）